# (4021) Dancey
(4021) Dancey (1981 QD2) – planetoida z grupy pasa głównego asteroid okrążająca Słońce w ciągu 3,45 lat w średniej odległości 2,28 j.a. Odkryta 30 sierpnia 1981 roku.